# Plagiothecium sakuraii
Plagiothecium sakuraii là một loài rêu trong họ Plagiotheciaceae. Loài này được Reimers mô tả khoa học đầu tiên năm 1931.
Danh pháp khoa học của loài này chưa được làm sáng tỏ. 